# Томас, Джон Кёртис
Джон Кёртис Томас (англ. John Curtis Thomas; 3 марта 1941, Бостон, штат Массачусетс, США — 15 января 2013, Броктон, штат Массачусетс, США) — американский легкоатлет, мировой рекордсмен по прыжкам в высоту (1960—1961), призёр летних Олимпийских игр в Риме (1960) и Токио (1964).

## Спортивная карьера
Уже в 16 лет он выполнил прыжок на высоте 1,86 м, а в 1958 г. в Японии прыгнул на 2,10 м. В феврале 1959 в Нью-Йорке в крытом помещении он установил неофициальный мировой рекорд (2 м 16,5 см). В зимний сезон 1960 г. он прыгнул на 2 м 19,5 см. 30 апреля 1960 г. установил свой первый мировой рекорд на открытом воздухе — 2,17 м, а уже в июне на любительском чемпионате США прыгнул на 2,18 м, через неделю в Пало-Альто (США) — на 2,195 м, а затем — на 2,22 м. С этим результатом он считался явным фаворитом на Олимпийских играх в Риме.
Однако на самих Играх он оказался лишь бронзовым медалистом, не сумев взять планку на высоте 2,16 см, оставшись позади советских прыгунов Роберта Шавлакадзе и 18-летнего Валерия Брумеля. На Олимпийских играх в Токио (1964) американский спортсмен, несмотря на установленный олимпийский рекорд — 2,18 см, завоевал серебро, пропустив вперед Валерия Брумеля.
Спортсмен дважды побеждал на любительском чемпионате США на открытом воздухе и становился пятикратным чемпионом в помещении, дважды становился чемпионом NCAA и три года подряд выигрывал летние и зимние первенства IC4A. После завершения спортивной карьеры занимался тренерской деятельностью в Бостонском университете, но позже стал региональным менеджером по продажам в крупной телефонной компании.
Был введен в Зал славы Американской легкоатлетической ассоциации (USATF).